# Josep Eudald Pradell
Josep Eudald Pradell (el seu nom complet és Josep Eudald Maria Pradell) va néixer a Ripoll (Girona) l'any 1721 i va morir a Barcelona el 1788. La seva vida va transcórrer entre Ripoll, Barcelona i Madrid. Va ser tipògraf i gravador de punxons per a la fabricació de lletra d'impremta.

## Biografia

### Els primers anys
Neix a Ripoll (Girona) l'any 1721. Va aprendre del seu pare l'ofici d'armer i es va formar en el taller familiar en l'especialitat d'encepador. Aquesta habilitat en el treball del metall el permetrà, més endavant, poder-la aplicar al gravat de punxons per a la fabricació de tipus d'impremta.

### Barcelona
Pradell arriba a Barcelona a començaments de la dècada del 1740 i obre un taller propi com a mestre armer. Segons explica el seu fill en el catàleg de mostra de lletra publicat l'any 1793 a Madrid, va ser l'impressor Pablo Barra qui l'animà a iniciar-se en el gravat de punxons per tal d'abastir de lletra d'impremta als tallers locals. Així, Pradell combinarà el seu ofici com a mestre armer amb el gravat de punxons. Tot i així, va ser a la Fabrica de fosa del Convent de Sant Josep (on actualment està ubicat el Mercat de La Boqueria), on va adquirir l'experiència necessària per al desenvolupament d'aquesta nova activitat.
La primera fosa de caràcters d'impremta que va publicar va ser en el grau de Peticano, l'any 1758. Més endavant va presentar les mostres de les tipografies en els graus de Lectura (1759), Texto (1761) i Lectura Chica (1762).
Cap a l'any 1763 es va posar en contacte amb la Junta de Comerç de Barcelona, i es va oferir a crear ell mateix les matrius per a la fosa dels caràcters grecs i llatins a canvi d'una pensió. Tot i no saber ni llegir ni escriure, aquesta habilitat d'en Pradell va ser reconeguda i recolzada per la Junta de Comerç que va demanar la sol·licitud de protecció reial. L'any 1764 el rei Carles III li va concedir una pensió sota la condició d'establir-se a la capital.
Gregori Mayans, il·lustrat valencià que escriu en castellà, va sol·licitar que es considerés tot el treball que estava realitzant Josep Eudald. Altres persones, com el catedràtic Josep Finestres, van demostrar la seva admiració pel gran treball que estava realitzant Pradell.
Se'l troba anomenat en tractats tan importants com "Mecanismos del arte de la imprenta" de l'autor Juan Joseph Sigüenza y Vera, on reconeix haver utilitzat els tipus de Pradell per la composició de les mostres de lletra d'aquest llibre.

### Madrid
Davant de la gran qualitat del treball que va presentar a la Junta de Comerç de Barcelona, el marquès de la Mina, capità general, el va recomanar a Carles III d'Espanya, ja que sabien de la necessitat que tenia Espanya d'aquest tipus d'activitat. El rei Carles III li va oferir una pensió de cent doblons d'or de pensió cada any, i cinquanta 'quintales' de Plom per les despeses, a canvi que es traslladés a Madrid i treballes gravant nous tipus de lletres llatines, greges, àrabs, etc., per la Impremta Reial per tal d'abastir les impremtes espanyoles.
Tot i no saber parlar el castellà, l'any 1765 Pradell es traslladà a Madrid amb la seva família per tal d'obrir un taller de gravat i de fosa de lletra. Hi va treballar fins a l'any 1784 quan decideix retornar a Barcelona, on va morir quatre anys més tard.
L'any 1767 va demanar ingressar com a membre de la Conferència Fisicomatemàtica de Barcelona, que actualment es diu Reial Acadèmia de Ciències i Arts de Barcelona cosa que se li va concedir, i és el primer artesà a ser admès.

### La seva mort
Va morir a Barcelona l'any 1788.
Pradell va ser un dels màxims exponents de la creació de lletra d'impremta del seu temps. La seva aportació principal va ser la d'entendre la problemàtica de la impremta espanyola i catalana de mitjans segle xviii i saber donar una resposta a través de la seva habilitat com a mestre en el gravat del metall.
Actualment els tipus d'Eudald Pradell poden tornar a ser utilitzats en la composició de text. El dissenyador Andreu Balius va realitzar una interpretació a partir dels mostraris de lletra impressos a finals del segle xviii amb els tipus de lletra que Pradell va gravar.

## Tipografies
- Grau de lletra, en Peticano (1758)
- Grau de lletra, en Lectura (1759)
- Grau de lletra, en Texto (1761)
- Grau de lletra, en Lectura chica (1762)
- Grau de lletra, en Breviario (1763)
- Eudald: interpretació digital realitzada per Mario Feliciano l'any 1998.
- Pradell: interpretació digital realitzada per Andreu Balius l'any 2002.